# Je m'appelle Hélène
Pour l’article homonyme, voir Je m'appelle Hélène (album).
Je m'appelle Hélène est une chanson sentimentale de variété française, écrite par Jean-François Porry, composée par Gérard Salesses, et interprétée par Hélène en 1993.
En Chine, le morceau est emblématique de la chanson française.

## Classement
| Pays   | Position | Temps au hit-parade | Certification |
| ------ | -------- | ------------------- | ------------- |
| France | 5e       | 16 semaines         |               |

## Reprise
- Les Musclés en ont fait une parodie, Tu m'rappelles Germaine.
- La chanson a été reprise en mandarin par la chanteuse singapourienne Joi Chua.